# Tázlár
Tázlár è un comune dell'Ungheria di 2 014 abitanti (dati 2005). È situato nella contea di Bács-Kiskun.